# Rocket Punch
Rocket Punch (кор. 로켓펀치, [[ханча|[roket peonchi] Помилка: {{Lang}}: Не збігається текст латинкою (Latn) з підтегом не латинського (Non-Latn) письма (допомога)]]; яп. ロケットパンチ, латиніз.: Rokettopanchi) — південнокорейський жіночий гурт, сформований та керований Woollim Entertainment. Гурт складається з шести учасниць: Дзюрі, Йонхі, Суюн, Юнкьон, Сохі та Дахьон. Гурт був представлений у 2019 року та дебютував 7 серпня 2019 року з першим мініальбомом Pink Punch.

## Кар'єра

### До дебюту
У 2011 році на прослуховуванні Дзюрі була обрана трейні 12-го покоління AKB48. Вона була представлена публіці через AKB48 Team 4 у березні 2012 року. Її перша телевізійна поява в Кореї відбулася в конкурсному реаліті-шоу Produce 48 у 2018 році. Суюн і Сохі також були представлені публіці як стажери Woollim Entertainment через Produce 48. У березні 2019 року було підтверджено, що Дзюрі підписала контракт з Woollim Entertainment, щоб продовжити свою кар'єру в Кореї, дебютувавши як учасниця нового жіночого гурту компанії. Через два місяці Дзюрі офіційно покинула AKB48. 22 липня Woollim Entertainment випустили анімований ролик із логотипом Rocket Punch, і виникли припущення, що це буде новий жіночий гурт. Потім Woollim Entertainment підтвердила це концептуальним фільмом, який вийшов 23 липня та у якому брали участь шість учасниць. Rocket Punch стала другим жіночим гуртом Woollim Entertainment після Lovelyz, який дебютував в 2014 році.

### 2019—2020: дебют ізPink Punch,Red PunchіBlue Punch

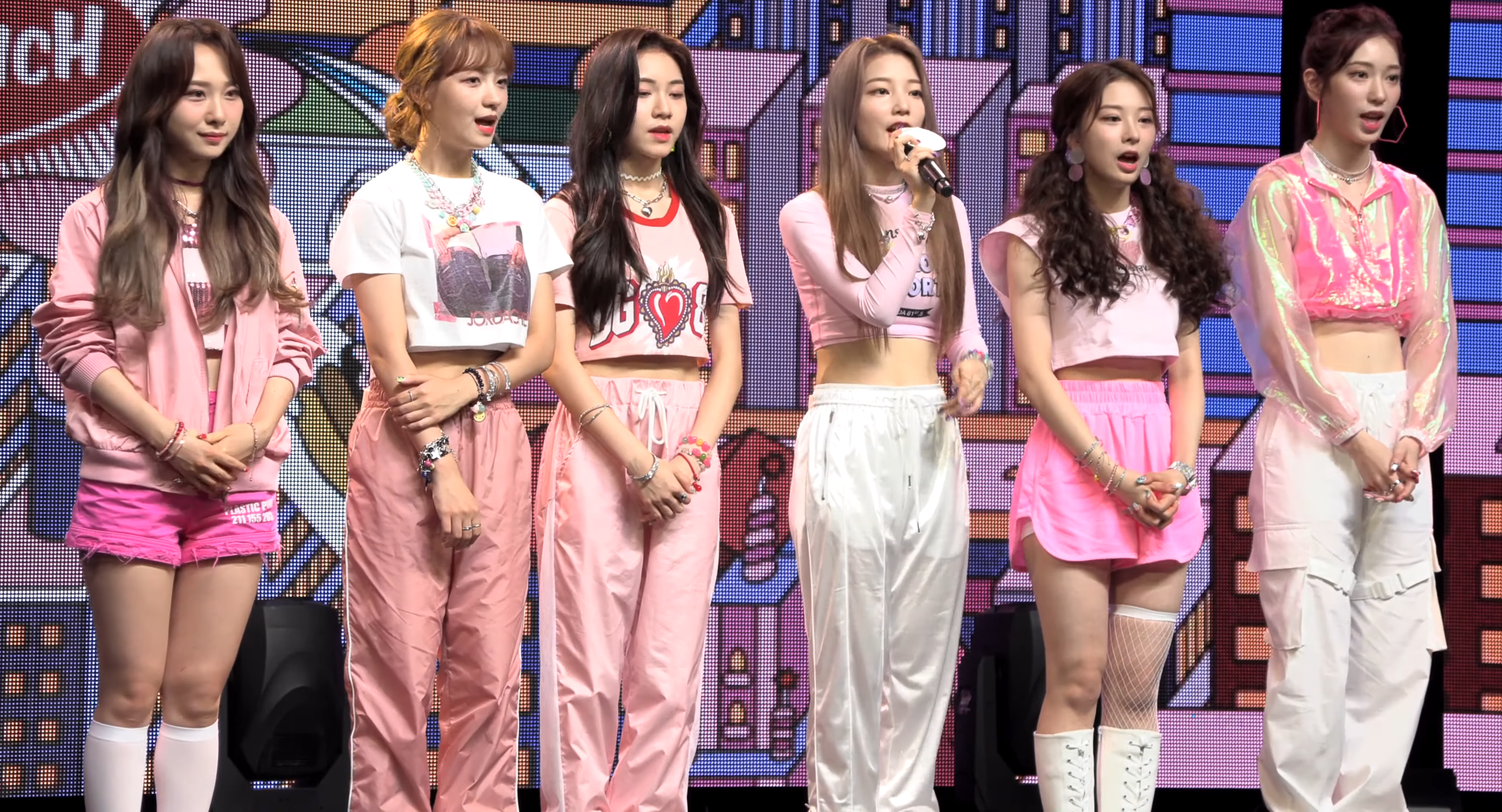
Дебютний шоукейс Rocket Punch 7 серпня 2019

Дебютний мініальбом Rocket Punch Pink Punch вийшов 7 серпня 2019 року, головним синглом якого стала пісня «Bim Bam Bum». Дебютний шоукейс відбувся в Yes24 Live Hall у Сеулі, Південна Корея, після випуску мініальбому. Гурт провів свій перший виступ у Японії на осінньо-зимовому шоу Girls Award 2019.
Гурт повернувся 10 лютого з другим мініальбомом Red Punch і головним синглом «Bouncy».
4 серпня група випустила свій третій мініальбом Blue Punch і головний сингл «Juicy».

### 2021–дотепер:Ring Ring, японський дебют,Yellow Punch,Flash
17 травня 2021 року Rocket Punch випустили свій перший сингл-альбом Ring Ring та однойменний головний сингл. Акустична версія їх головного синглу вийшла 15 липня.
24 травня Woollim Entertainment оголосила, що Rocket Punch дебютує в Японії під керівництвом компанії Yoshimoto Kogyo. Вони випустили свій перший японський мініальбом Bubble Up! 4 серпня, головна однойменна пісня вийшла 13 липня.
28 лютого 2022 року гурт випустив свій четвертий мініальбом Yellow Punch із головним синглом «Chiquita».
11 березня 2022 року Woollim Entertainment підтвердила, що Rocket Punch проведе онлайн- і офлайн-зустрічі для фанатів, які відбудуться 2 і 3 квітня 2022 року.
29 червня 2022 року гурт випустив японський сингл «Fiore».
29 серпня 2022 року гурт випустив свій другий сингл-альбом Flash.

## Учасниці
| Сценічний псевдонім | Сценічний псевдонім | Сценічний псевдонім | Справжнє ім'я  | Справжнє ім'я  | Справжнє ім'я     | Дата народження            | Позиція у гурті                           |
| Українською         | Латиницею           | Хангилем            | Українською    | Латиницею      | Хангилем / кандзі | Дата народження            | Позиція у гурті                           |
| ------------------- | ------------------- | ------------------- | -------------- | -------------- | ----------------- | -------------------------- | ----------------------------------------- |
| Йонхі               | Yeonhee             | 연희                | Кім Йонхі      | Kim Yeonhee    | 김연희            | 6 грудня 2000 (24 роки)    | Лідерка, вокалістка, реперка, танцюристка |
| Суюн                | Suyun               | 수윤                | Кім Суюн       | Kim Suyun      | 김수윤            | 17 березня 2001 (24 роки)  | Вокалістка, танцюристка                   |
| Юнкьон              | Yunkyoung           | 윤경                | Со Юнкьон      | Seo Yunkyoung  | 서윤경            | 1 листопада 2001 (23 роки) | Вокалістка, танцюристка, реперка          |
| Сохі                | Sohee               | 소희                | Кім Сохі       | Kim Sohee      | 김소희            | 14 серпня 2003 (21 рік)    | Вокалістка, танцюристка, реперка          |
| Дахьон              | Dahyun              | 다현                | Чон Дахьон     | Jeong Dahyun   | 정다현            | 29 квітня 2005 (20 років)  | Вокалістка, танцюристка, макне            |
| Колишні учасниці    |                     |                     |                |                |                   |                            |                                           |
| Дзюрі               | Juri                | 쥬리                | Такахаші Дзюрі | Takahashi Juri | 高橋朱里          | 3 жовтня 1997 (27 років)   | Вокалістка, танцюристка                   |

## Дискографія

### Студійні альбоми
| Назва          | Деталі                                                       | Пікові позиції у чартах | Продажі         |
| Назва          | Деталі                                                       | JPN                     | Продажі         |
| -------------- | ------------------------------------------------------------ | ----------------------- | --------------- |
| Doki Doki Love | - Реліз: 5 жовтня 2022 - Лейбл: Yoshimoto Music - Формат: CD | 25                      | - Японія: 1,689 |

### Мініальбоми
| Назва         | Деталі | Пікові позиції у чарті | Пікові позиції у чарті | Продажі                  |
| Назва         | Деталі | KOR                    | JPN                    | Продажі                  |
| Корейські     | Корейські | Корейські              | Корейські              | Корейські                |
| ------------- | --- | ---------------------- | ---------------------- | ------------------------ |
| Pink Punch    | - Реліз: 7 серпня 2019 - Лейбл: Woollim Entertainment - Формат: CD, цифрове завантаження, стриминг | 6                      | —                      | - Південна Корея: 18,561 |
| Red Punch     | - Реліз: 10 лютого 2020 - Лейбл: Woollim Entertainment - Формат: CD, цифрове завантаження, стриминг | 4                      | —                      | - Південна Корея: 12,583 |
| Blue Punch    | - Реліз: 4 серпня 2020 - Лейбл: Woollim Entertainment - Формат: CD, цифрове завантаження, стриминг | 6                      | —                      | - Південна Корея: 24,184 |
| Yellow Punch  | - Реліз: 28 листопада 2022 - Лейбл: Woollim Entertainment - Формат: CD, цифрове завантаження, стриминг Track listing 1. «Yellow Punch» 2. «Chiquita» 3. «In My World» (кор. 주인공) 4. «Red Balloon» (кор. 덤덤) 5. «Love More» (кор. 어제, 오늘 내일보다 더) 6. «Louder» | 9                      | —                      | - Південна Корея: 20,665 |
| Японські      | |                        |                        |                          |
| Bubble Up!    | - Реліз: 4 серпня 2021 - Лейбл: Yoshimoto Kogyo - Формат: CD, цифрове завантаження, стриминг Трек-лист 1. «Bubble Up!» 2. «Overture» 3. «Jolly Jolly» 4. «Summer Days» 5. «Let's Dance» 6. «Bim Bam Bum» (Japanese ver.)                                                  | —                      | 19                     | - Японія: 4,927          |
| DokiDoki Love | - Реліз: 5 жовтня 2022 - Лейбл: Yoshimoto Kogyo - Формат: CD, цифрове завантаження, стриминг Трек-лист 1. «Bubble Up!» 2. «DokiDoki Love» яп. (ドキドキLOVE) 3. «Jolly Jolly» 4. «PiTaPa» яп. (ピタパ) 5. «Let's Dance» 6. «Fiore» 7. «Wonderland»                        | —                      | 25                     | - Японія: 1,959          |

### Сингл-альбоми
| Назва     | Деталі | Пікові позиції у чарті | Продажі                  |
| Назва     | Деталі | KOR                    | Продажі                  |
| --------- | --- | ---------------------- | ------------------------ |
| Ring Ring | - Реліз: 17 травня 2021 - Лейбл: Woollim Entertainment - Формат: CD, цифрове завантаження, стриминг Трек-лист 1. «Ring Ring» 2. «I Want U Bad» 3. «Ride»   | 14                     | - Південна Корея: 26,685 |
| Flash     | - Реліз: 29 серпня 2022 - Лейбл: Woollim Entertainment - Формат: CD, цифрове завантаження, стриминг Трек-лист 1. «Flash» 2. «Moon Prism» 3. «Beep Beep»    | 10                     | - Південна Корея: 26,574 |
| Boom      | - Реліз: 6 вересня 2023 - Лейбл: Woollim Entertainment - Формат: CD, цифрове завантаження, стриминг Трек-лист 1. «Boom» 2. «Alive» 3. «Give Me Your Heart» | 12                     | - Південна Корея: 25,002 |

### Сингли
| Назва | Рік       | Пікові позиції у чартах | Пікові позиції у чартах | Пікові позиції у чартах | Пікові позиції у чартах | Продажі                | Альбом                |
| Назва | Рік       | KOR Down.               | KOR Hot                 | JPN                     | US World                | Продажі                | Альбом                |
| Корейські | Корейські | Корейські               | Корейські               | Корейські               | Корейські               | Корейські              | Корейські             |
| --- | --------- | ----------------------- | ----------------------- | ----------------------- | ----------------------- | ---------------------- | --------------------- |
| «Bim Bam Bum» (кор. 빔밤붐) | 2019      | 95                      | —                       | —                       | —                       | Н/Д                    | Pink Punch            |
| «Bouncy» | 2020      | 88                      | 97                      | —                       | —                       | Н/Д                    | Red Punch             |
| «Juicy» | 2020      | 126                     | —                       | —                       | —                       | Н/Д                    | Blue Punch            |
| «Ring Ring» | 2021      | 18                      | —                       | —                       | 17                      | Н/Д                    | Ring Ring             |
| «Ring Ring» (acoustic ver.) | 2021      | 119                     | —                       | —                       | —                       | Н/Д                    | Не увійшов до альбому |
| «Chiquita» | 2022      | 8                       | —                       | —                       | —                       | Н/Д                    | Yellow Punch          |
| «Flash» | 2022      | 13                      | *                       | —                       | —                       | Н/Д                    | Flash                 |
| «Boom» | 2023      | 26                      | *                       | —                       | —                       | Н/Д                    | Boom                  |
| Японські |           |                         |                         |                         |                         |                        |                       |
| «Bubble Up!» | 2021      | —                       | —                       | —                       | —                       | Н/Д                    | Bubble Up!            |
| «Fiore» | 2022      | —                       | —                       | 24                      | —                       | - Японія: 2,616 (фіз.) | DokiDoki Love         |
| «DokiDoki Love» | 2022      | —                       | —                       | —                       | —                       | Н/Д                    | DokiDoki Love         |
| «—» релізи, що не потрапили у чарти або не виходили у відповідних регіонах. «*» позначено чарти, які не існували на момент виходу релізу. |           |                         |                         |                         |                         |                        |                       |

### Інші пісні
| Назва                   | Рік  | Альбом              |
| ----------------------- | ---- | ------------------- |
| «Thanks To (Listen Up)» | 2022 | Listen-Up Episode 5 |

### Музичні відео
| Рік       | Назва                       | Альбом                | Режисер(и)           | Прим.     |
| Корейські | Корейські                   | Корейські             | Корейські            | Корейські |
| --------- | --------------------------- | --------------------- | -------------------- | --------- |
| 2019      | «Bim Bam Bum»               | Pink Punch            | Zanybros             | [ 41 ]    |
| 2020      | «Bouncy»                    | Red Punch             | Zanybros             | [ 42 ]    |
| 2020      | «Juicy»                     | Blue Punch            | 96wave               | [ 43 ]    |
| 2021      | «Ring Ring»                 | Ring Ring             | Zanybros             | [ 44 ]    |
| 2021      | «Ring Ring (Acoustic Ver.)» | Не увійшов до альбому | Невідомий            |           |
| 2022      | «Chiquita»                  | Yellow Punch          | Shin Hee-won (st-wt) | [ 45 ]    |
| 2022      | «Flash»                     | Flash                 | Невідомий            |           |
| Японські  |                             |                       |                      |           |
| 2021      | «Bubble Up!»                | Bubble Up!            | Wonki Hong           | [ 46 ]    |
| 2022      | «Fiore»                     | Не увійшов до альбому | Невідомий            |           |

## Нагороди і номінації
| Нагорода                            | Рік  | Номінант / робота | Категорія                                | Результат | Прим.         |
| ----------------------------------- | ---- | ----------------- | ---------------------------------------- | --------- | ------------- |
| Brand of the Year Awards            | 2021 | Rocket Punch      | Rising Star — Female Idol                | Номінація | [ 47 ]        |
| Korean Culture Entertainment Awards | 2020 | Rocket Punch      | K-Pop Singer Award                       | Перемога  |               |
| Mnet Asian Music Awards             | 2019 | Rocket Punch      | Artist of the Year                       | Номінація |               |
| Mnet Asian Music Awards             | 2019 | Rocket Punch      | Best New Female Artist                   | Номінація |               |
| Mnet Asian Music Awards             | 2019 | Rocket Punch      | Worldwide Fans' Choice Top 10            | Номінація |               |
| Mnet Asian Music Awards             | 2019 | Rocket Punch      | 2019 Favorite Female Artist              | Номінація |               |
| Seoul Music Awards                  | 2020 | Rocket Punch      | New Artist Award                         | Номінація | [ 48 ] [ 49 ] |
| Seoul Music Awards                  | 2020 | Rocket Punch      | Popularity Award                         | Номінація | [ 48 ] [ 49 ] |
| Seoul Music Awards                  | 2020 | Rocket Punch      | Hallyu Special Award                     | Номінація | [ 48 ] [ 49 ] |
| Seoul Music Awards                  | 2020 | Rocket Punch      | QQ Music Most Popular K-Pop Artist Award | Номінація | [ 48 ] [ 49 ] |